# خداداد (مجموعه تلویزیونی)
خداداد نام یک مجموعه تلویزیونی ایرانی به تهیه‌کنندگی سعید سعدی و به کارگردانی علی غفاری است که در سال ۱۴۰۰ تولید و در نوروز ۱۴۰۱ از شبکه ۲ سیما پخش شد.

## خلاصه داستان
خداداد باید برای دختر کوچکش جهیزیه فراهم کند تا او را به خانه بخت بفرستد، اما با ماجراهای زیادی روبه‌رو می‌شود..

## بازیگران
رضا ناجی
پیام دهکردی
سوسن پرور
علی صبوری
زهره حمیدی
شیرین بینا
سارا باقری
مهرزادجعفری
مهرنازبیات
نصرت میرعظیمی
امیرحسین غفاری
کوثرحیدری
آرش نوذری
آرش تاج تهرانی
افشین نخعی
سیاوش طهمورث